# Miastko
Miastko ([ˈmʲastkɔ]; deutsch Rummelsburg in Pommern oder Rummelsburg i. Pom. kaschubisch Miastkò) ist eine Stadt im Powiat Bytowski (Bütower Kreis) in der polnischen Woiwodschaft Pommern. Sie ist Sitz der gleichnamigen Stadt-und-Land-Gemeinde und hat etwa 10.600 Einwohner (2016).

## Geographische Lage
Die Stadt liegt in Hinterpommern, am Fluss Stüdnitz (Studnica) in einer bergigen Landschaft auf einer Höhe von 122 m über dem Meeresspiegel, etwa 58 Kilometer südöstlich der Stadt Köslin (Koszalin) und 53 Kilometer südlich der Stadt Stolp (Słupsk). Durch das tiefe Tal der Stüdnitz wird das Stadtgebiet in mehrere Teile zergliedert.

Rummelsburg südlich von Stolpmünde an der Ostsee und östlich von Belgard an der Persante auf einer Landkarte von 1910.

## Geschichte

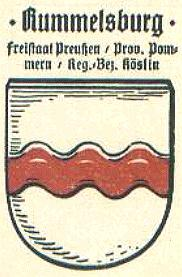
Altes Stadtwappen

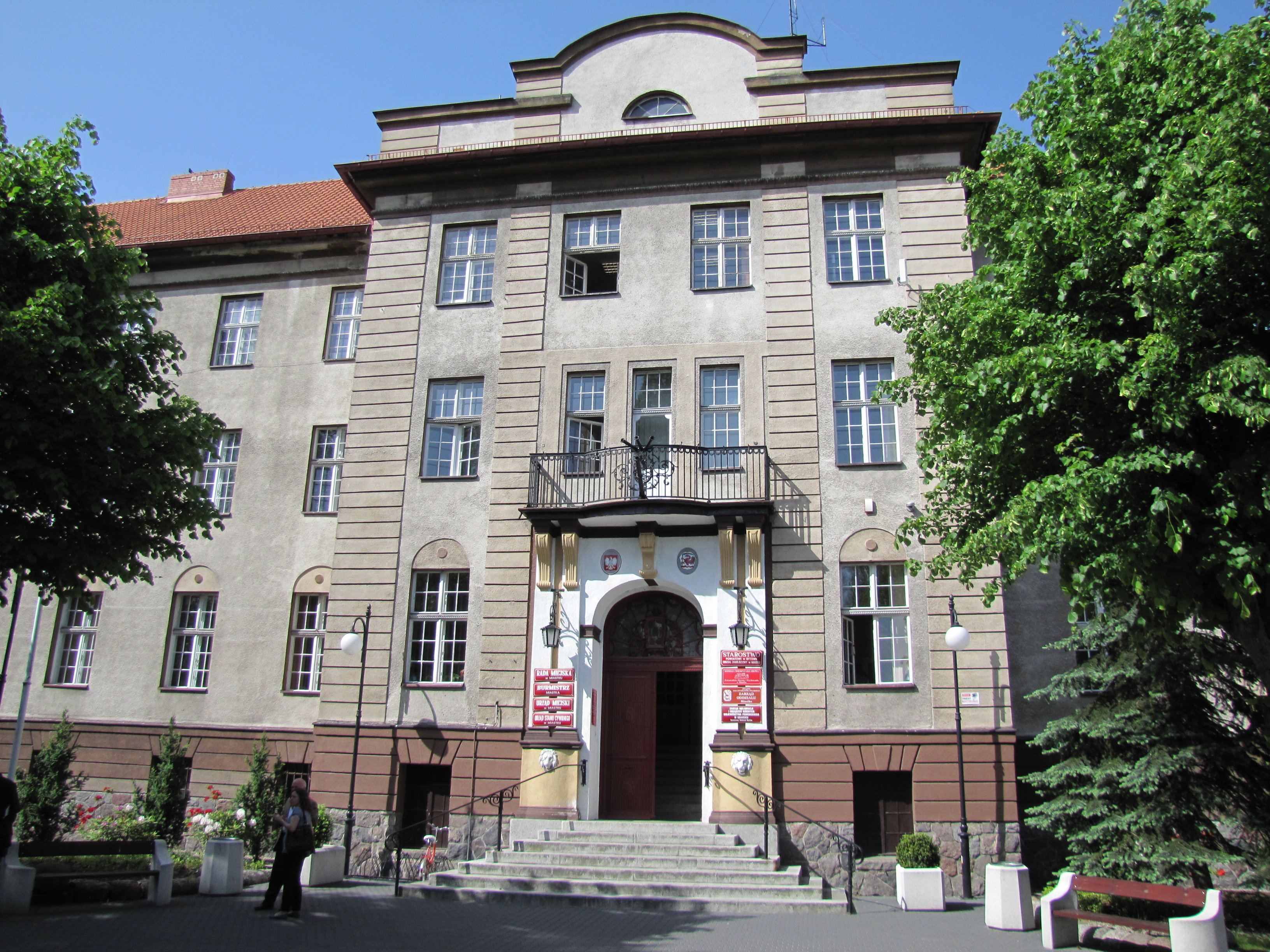
Rathaus

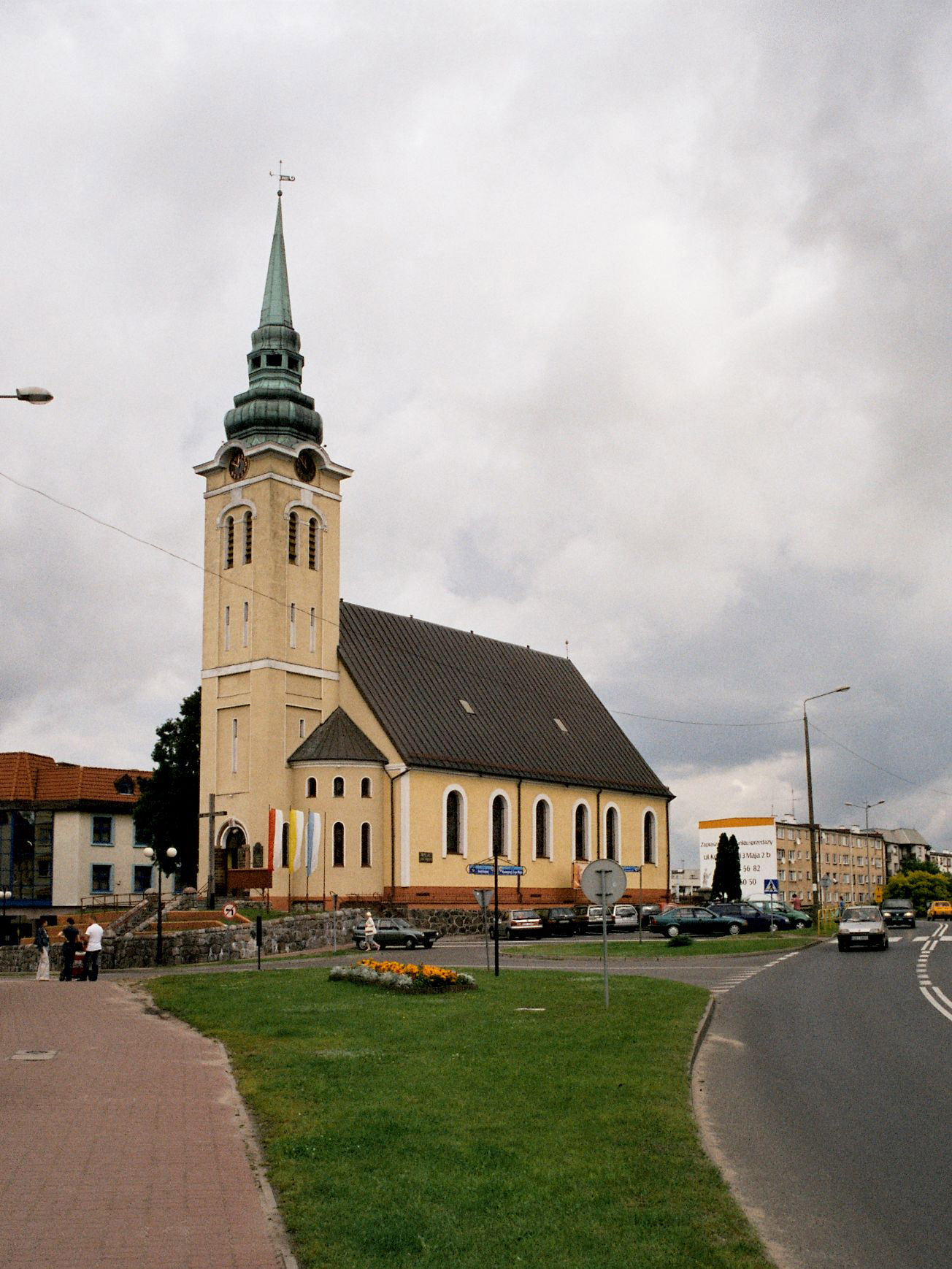
Stadtkirche

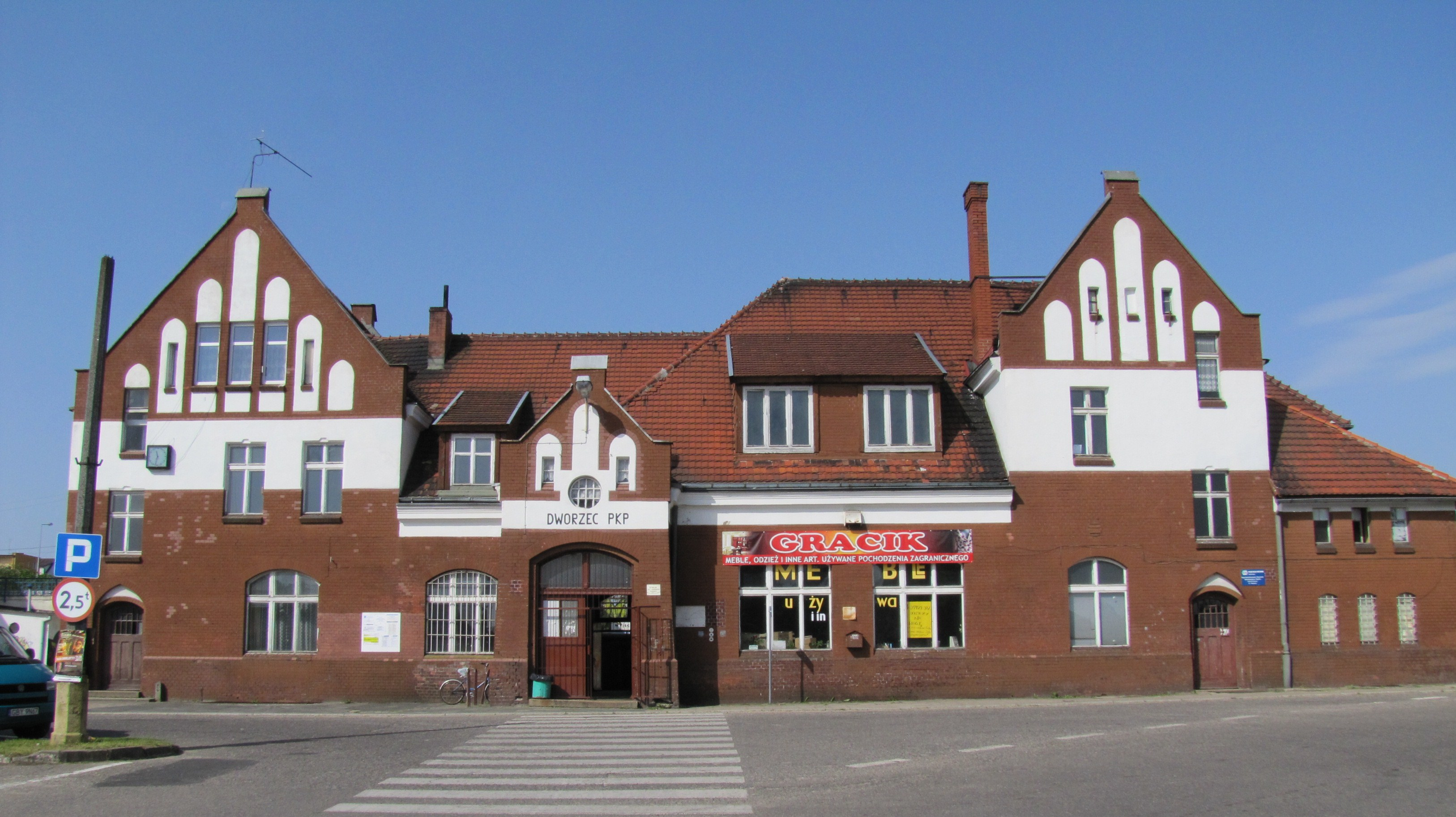
Bahnhof

Bereits in vorgeschichtlicher Zeit siedelten Menschen auf dem Gebiet der späteren Stadt. Es wurden Steinbeile aus der Steinzeit, Steinkistengräber mit Gesichtsmasken aus der Bronzezeit sowie ein umfangreicher Münzfund (arabische und germanische Münzen) aus der slawischen Phase zu Tage gefördert.
Die erste Erwähnung des Dorfes Rummelsburg im Herzogtum Pommern stammt aus dem Jahre 1478, schon zu dieser Zeit war es im Besitz der Familie von Massow. In der Lehnsurkunde Herzog Bogislaws X. an dessen Marschall Ewald von Massow auf Woblanse von 1506 wurde der Ort als ein Städtchen bezeichnet. Tatsächlich befand sich Rummelsburg unter einer absolutistischen Herrschaft der Massows.
Als 1590 der Pfarrer wegen Gottlosigkeit seines Amtes enthoben wurde, rügte der Visitator gleichfalls unter anderem den ruinösen Zustand der Kirche und die Allmacht der Massows, die alle 13 Kirchpatrone stellten. Auch die Ernennung des Richtvogts und von Ratsherren maßten sich die Adligen an.
Im Jahr 1616 kam es deshalb zum Aufstand der Rummelsburger Bürger, die 1617 durch das Hofgericht Stettin das Stadtrecht zuerkannt bekamen. Doch änderte auch der Richterspruch nichts an den tatsächlichen Verhältnissen, weil die Massows der Bürgerschaft auch weiterhin jegliche Rechte verweigerten. Die Unruhen in der Stadt zogen sich noch bis zum Ausbruch des Dreißigjährigen Krieges hin. 1628 wurde Rummelsburg beim Abzug der kaiserlichen Truppen, die sich dort ein Jahr lang festgesetzt hatten, niedergebrannt.
Im Jahr 1637 kam Rummelsburg zu Schweden und seit 1657 wurde es Teil von Brandenburg-Preußen. Nach Beendigung der Kriegshandlungen erfolgte der Wiederaufbau. Während des Schwedisch-Polnischen Krieges fielen die Polen in die Stadt ein und plünderten und brandschatzten sie. 1670 musste die Ruine der Kirche abgerissen werden, 1719 brannte Rummelsburg vollständig nieder.
Unter dem preußischen König Friedrich Wilhelm I. wurde Rummelsburg 1721 Garnisonsstadt, im gleichen Jahr setzte der König persönlich das lübische Stadtrecht durch.
Zur Mitte des 18. Jahrhunderts entwickelte sich Rummelsburg zu einer Tuchmacherstadt und 100 Jahre später begann die Industrialisierung. 1840 nahm die erste Dampfspinnerei den Betrieb auf und von 1849 bis 1876 bestand eine Webmeisterschule. Im Jahre 1878 wurde eine Eisenbahnverbindung hergestellt.
Von 1816 bis 1945 war die Stadt Sitz des Kreises Rummelsburg in der preußischen Provinz Pommern.
Die Stadt Rummelsburg hatte um 1930 dreißig Wohnplätze:
- Bahnhof Rummelsburg i. Pom.
- Bergschloßbrauerei
- Biallen
- Bütschen
- Chausseehaus
- Dickebach
- Ernsthof
- Forsthaus Rummelsburg i. Pom.
- Geißmühle
- Gewerksspinnerei
- Götzenberg,
- Hansberg
- Hopfenbruch
- Horstfelde
- Hälfte
- Jakobstal
- Karlstal
- Karlswerk
- Klarashöhe
- Knüppelbruch
- Lepzin
- Löpershof
- Propsthof
- Rummelsburg i. Pom.
- Schützenhaus
- Siedlung am Loddermoor
- Stadtziegelei
- Stüdnitzsche Walkmühle
- Vangerinenhof
- Wildberg

Um 1935 gab es in Rummelsburg unter anderem drei Hotels, acht Gasthöfe und Restaurants, vier Bankgeschäfte, eine Apotheke, 13 Bäckereien, 13 Kolonialwarenhandlungen, zwei Konditoreien, zwei Butter- und Käsehandlungen, 16 Metzgereien, eine Bierbrauerei, zwei Mühlen, eine Molkerei, sechs Gärtnereien, eine Kartoffelflockenfabrik, zwei Holzsägewerke, eine Kalksandsteinfabrik, eine Zementwarenfabrik, eine Ziegelei, drei Tuchfabriken, zwei Maschinenbauanstalten, drei Mechanische Werkstätten, eine Möbelfabrik, sechs Schmieden, sieben Stellmachereien, zehn Tischlereien, sechs Baugeschäfte, drei Getreidehandlungen, sechs Viehhandlungen und eine Reihe weiterer Einzelhändler, Großhändler und Dienstleister.
Am 1. April 1938 wurde die bisherige Landgemeinde Hanswalde nach Rummelsburg eingemeindet.
Bis 1945 produzierten vier Tuchfabriken in der Stadt, außerdem waren noch holzverarbeitende Betriebe ansässig.
Im Zweiten Weltkrieg eroberte die Rote Armee Rummelsburg nach heftigen Kämpfen am 2. März 1945. Die Stadt wurde dabei zu 45 Prozent zerstört. Am 14. März 1945 wurde die Stadt von der Sowjetunion der Volksrepublik Polen zur Verwaltung überlassen. In der darauf folgenden Zeit wurden die einheimischen Einwohner von der polnischen Administration aus der in Miastko umbenannten Stadt vertrieben. Während eines Transports am 3./4. Januar 1947 von rund 2500 Personen aus Rummelsburg und aus dem Kreisgebiet zum Zwischenlager Stettin-Frauendorf kamen 28 Flüchtlinge durch Unterkühlung ums Leben.
Infolge zweier Verwaltungsreformen 1946 und 1950 kam die Stadt zuerst in die Woiwodschaft Stettin, dann Woiwodschaft Koszalin.
Zwischen 1945 und 1955 wüteten sieben große Brände, die umfangreiche Teile der Stadt zerstörten.
Im Jahr 1963 wurde die Handschuh- und Lederbekleidungsfabrik (Fabryka Rękawiczek i Odzieży Skórzanej) eröffnet, die für viele Jahre Stolz und wichtigster Wirtschaftsfaktor der Stadt werden sollte. Die nächste Reform des Jahres 1975 brachte Miastko zur Woiwodschaft Słupsk (Stolp). Die Verwaltungsreform von 1999 machte Miastko zur Stadt-und-Land-Gemeinde (gmina miejsko-wiejska) im Powiat Bytowski (Bütow).
Im Jahr 2000 ging die Gmina Miastko eine Städtepartnerschaft mit Bad Fallingbostel ein. Es gibt auch eine Partnerschaft mit dem französischen Périers. Zudem ist Miastko Mitglied im Partnerschaftsbund der Euroregion Pomerania.

### Demographie
| Jahr | Einwohner | Anmerkungen |
| ---- | --------- | --- |
| 1740 | 0968      | [ 7 ] [ 8 ] |
| 1782 | 1232      | keine Juden, nach anderen Angaben darunter 25 Juden                                                                              |
| 1786 | 1243      | [ 8 ] |
| 1791 | 1297      | darunter 24 Juden, in 194 Häusern                                                                                                |
| 1794 | 1307      | darunter 24 Juden |
| 1802 | 1426      | [ 10 ] |
| 1810 | 1623      | [ 10 ] |
| 1812 | 1682      | darunter zwei Katholiken und 49 Juden                                                                                            |
| 1816 | 1690      | davon 1637 Evangelische, 53 Juden, keine Katholiken; nach anderen Angaben 2129 Einwohner, darunter vier Katholiken und 106 Juden |
| 1821 | 2085      | in 265 Privatwohnhäusern |
| 1831 | 2434      | darunter acht Katholiken und 122 Juden                                                                                           |
| 1843 | 3209      | darunter 27 Katholiken und 123 Juden                                                                                             |
| 1852 | 3818      | darunter 22 Katholiken und 121 Juden                                                                                             |
| 1861 | 4241      | darunter 14 Katholiken und 147 Juden                                                                                             |
| 1871 | 4707      | [ 11 ] |
| 1890 | 5080      | darunter 32 Katholiken und 155 Juden                                                                                             |
| 1905 | 5701      | davon 62 Katholiken und 113 Juden; nach anderen angaben 5453 Einwohner                                                           |
| 1910 | 5934      | [ 14 ] [ 15 ] |
| 1925 | 6682      | darunter 6319 Evangelische, 188 Katholiken und 68 Juden                                                                          |
| 1933 | 7687      | [ 16 ] |
| 1939 | 8516      | [ 17 ] |

| Jahr | Einwohner | Anmerkungen |
| ---- | --------- | ----------- |
| 1960 | 08.100    |             |
| 1975 | 09.800    |             |
| 2003 | 11.100    |             |

## Religionen

### Stadtkirche
Die Stadtkirche wurde als spätbarocker Bau ab 1730 errichtet und 1733 als evangelisches Gotteshaus geweiht. 1904 wurde ein Turm angebaut, dessen Oberteil bereits 1917 wegen Bauschäden abgetragen werden musste. 1927 wurde ein neuer Turmhelm aufgesetzt; die Turmspitze bildet bis heute eine Wetterfahne mit der Jahreszahl „1927“.
Nach 1945 wurde das Kirchengebäude zugunsten der Römisch-katholischen Kirche in Polen zwangsenteignet.

### Kirchspiel bis 1945
Die bis 1945 anwesende deutsche Stadtbevölkerung war mehrheitlich evangelisch. Die evangelischen Bewohner der Stadt Rummelsburg gehörten zum Kirchspiel Rummelsburg i. Pom. Der Bestand an Kirchenbüchern reichte bis 1719 zurück.
Das katholische Kirchspiel war in Rummelsburg i. Pom.

### Kirchspiel seit 1946
Die seit 1945 und der Vertreibung der einheimischen Bevölkerung in Miastko lebenden polnischen Einwohner sind überwiegend katholisch. Die Stadtkirche wird von der polnischen katholischen Pfarrei der Heiligen Jungfrau Maria, Hilfe der Christen, genutzt.
Hier lebende evangelische Kirchenglieder sind in das Kirchspiel Koszalin (Köslin) in der Diözese Pommern-Großpolen der Evangelisch-Augsburgischen Kirche in Polen eingepfarrt. Die nächstgelegene Filialkirche ist die Dorfkirche in Wołcza Wielka (Groß Volz).

## Kultur und Sehenswürdigkeiten
- Stadtkirche , spätbarocker Bau ab 1730; in dieser Kirche wurde die Ehefrau des berühmten preußischen Generalfeldmarschalls Gebhard Leberecht von Blücher beigesetzt.
- Kriegerdenkmal, für die Gefallenen des Ersten Weltkriegs von Bildhauer Emil Cauer dem Jüngeren geschaffene Denkmal zeigte auf hohem Sockel einen Krieger im Ordensmantel. Es wurde am 17. Oktober 1926[20] eingeweiht. Nach 1945 ersetzten polnische Behörden die Gestalt eines Deutschordensritters auf dem Sockel durch einen polnischen Adler.[21]

## Verkehr
Der Bahnhof Miastko liegt an der Bahnstrecke Piła–Ustka. Bis 1945 endete hier die Bahnstrecke Bütow–Rummelsburg (Pom). Das Bahnhofsgebäude wurde 1904 im neugotischen Stil errichtet.

## Gmina Miastko
Die Stadt-und-Land-Gemeinde Miastko umfasst eine Fläche von 467,19 km² und zählt mehr als 19.600 Einwohner.

## Persönlichkeiten: Söhne und Töchter der Stadt
- Gustav Carl Schwartz (1832–1899), königlich preußischer Baurat
- Julius Franz (1847–1913), deutscher Astronom und Hochschullehrer
- Ernst Hasse (1867–1945), deutscher Offizier
- Georg Raddatz (1885–1945), deutscher Klassischer Philologe und Gymnasiallehrer
- Heinrich Rempel (1901–1978), deutscher Archäologe
- Gerhard Friedrich Basner (1928–2002), deutscher Schriftsteller von Wildwestromanen
- Peter Dietrich (* 1935), deutscher Keramiker
- Axel Zeeck (* 1939), deutscher Chemiker und Unternehmer
- Jarosław Domin (* 1958), polnischer Schauspieler
- Ewa Gawryluk (* 1967), polnische Schauspielerin
- Wojciech Kałdowski (* 1976), Mittelstreckenläufer
- Robert Żmuda-Trzebiatowski (* 1976), kaschubischer Schriftsteller.